# Сьоґі

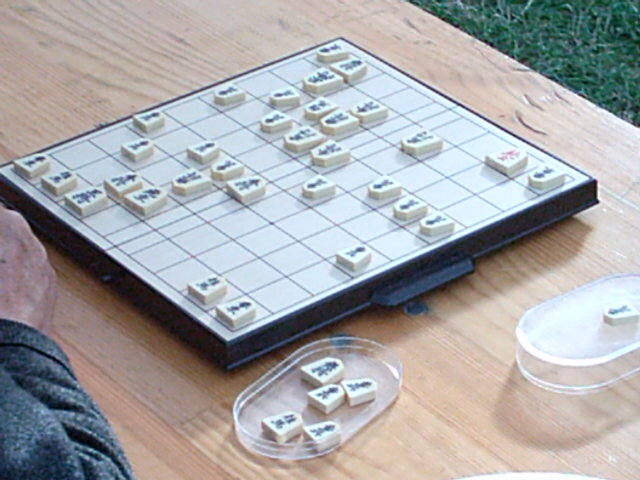
Комплект для гри з фігурами

Японські шахи (яп. 将棋, しょうぎ, shogi), шоги, шьоґі — японська настільна гра, місцевий аналог шахів. Характерною особливістю є те, що побиті гравцем фігури переходять у його розпорядження, і він має право виставити їх грати за себе.
Грають на дошці 9 x 9, мета гри — полонити короля супротивника, як і у звичайних шахах. Фігури мають форму пласких фішок із загостренням в одну сторону й ієрогліф, що позначає її силу. Усі фігури одного кольору, належність фігури до того чи іншого гравця визначається орієнтацією: загострення вказує в сторону супротивника. Деякі з фігур за певних умов можуть перетворюватися на інші, аналогічно тому, як у шахах пішак може перетворитися на будь-яку іншу фігуру, досягнувши восьмої лінії. Тому на зворотній стороні певних фігур написаний інший ієрогліф — потенційна сила фігури.

## Фігури

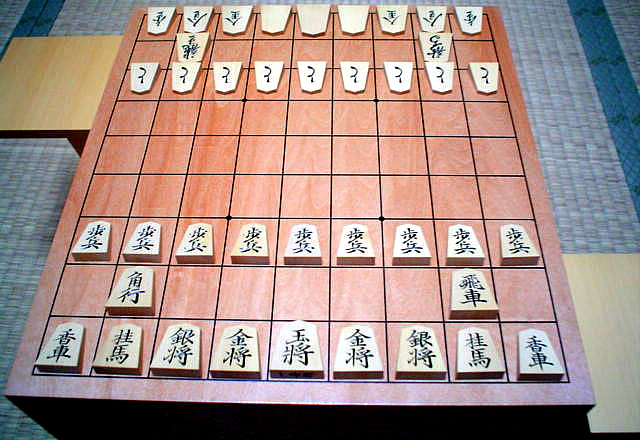
Початкове розташування фігур

На початку гри в розпорядженні двох гравців, яких традиційно називають сенте і ґоте, по 20 фігур: король, тура, слон, два золоті генерали, два срібні генерали, два коні, два списи і дев'ять пішаків.

### Король
Король (яшмовий генерал) ходить на одну клітинку за горизонталлю, діагоналлю і вертикаллю, аналогічно шаховим королям.

### Тура
Тура (літаюча колісниця) ходить на будь-яку кількість клітин за вертикаллю і горизонталлю, аналогічно шаховій турі. Початкове положення тури — в другому ряду на другій від краю клітинці праворуч.

### Слон
Слон (кутохід), аналогічно шаховому слону, ходить по діагоналі, на будь-яку кількість клітин. Початкове положення слона — в другому ряду на другій від краю клітинці ліворуч.

### Золотий генерал
Золотий генерал ходить на одну клітинку за горизонталлю і вертикаллю, і на одну клітнику по діагоналі, крім клітинок ззаду по діагоналі. В початковій позиції золоті генерали стоять обабіч королів.

### Срібний генерал
Срібний генерал ходить на будь-яку сусідню клітинку, крім клітинок праворуч, ліворуч і знизу.

### Кінь
Кінь (багрянниковий кінь) ходить літерою Г, як і шаховий кінь, але тільки вперед. Він не може стрибати в сторони чи назад, тобто для нього доступні тільки два поля. Пройшовши усе поле кінь втрачає можливість робити ходи, а тому повинен перетворитися. Кінь перетворюється на золотого генерала.

### Спис
Спис (запашна колісниця) ходить на будь-яку кількість клітинок вперед, але не може ходити вбік чи взад. В початковій позиції списи стоять на першій лінії в крайніх клітинках.

### Пішак
Пішак ходить на одну клітинку вперед. В початковій позиції пішаки вишикувані на третій лінії.

## Перетворення
|    |    |    |    |    |    |    |    |    |
|    |    |    |    |    |    |    |    |    |
|    |    |    |    |    |    |    |    |    |
|    |    |    |    |    |    |    |    |    |
|    |    |    |    |    |    |    |    |    |
|    |    |    |    |    |    |    |    |    |
| 歩 | 歩 | 歩 | 歩 | 歩 | 歩 | 歩 | 歩 | 歩 |
|    | 角 |    |    |    |    |    | 飛 |    |
| 香 | 桂 | 銀 | 金 | 玉 | 金 | 銀 | 桂 | 香 |

Якщо фігура завершує свій хід в зоні перетворення, показаній на діаграмі гравець має право перетворити її. На відміну від шахів, де пішак може перетворитися на будь-яку фігуру, окрім короля, в шьоґі чітко визначено правила перетворення. Кандзі, що позначає перетворену фігуру, написаний на зворотньому боці фішки, тож для перетворення її достатньо перевернути. Побиті фігури втрачають перетворений статус. Перетворення не відбувається тоді, коли фігура «вкидається» в зону перетворення.
Срібний генерал, кінь, спис і пішак перетворюються на золотих генералів.
Король і золотий генерал не перетворюються на жодну іншу фігуру. Перетворені фігури не можуть змінити свого статусу.
Тура й слон отримують при перетворенні право ходити на одну клітинку в будь-якому напрямку за горизонталлю, вертикаллю чи діагоналлю. Таким чином, перетворений слон може досягти будь-якого поля дошки.
Перетворені тура й слон називаються турою-драконом і слоном-драконом.

## Вкидування
Побиті фігури в шьоґі не вибувають із гри, а переходять у розпорядження супротивника, і можуть бути виставлені (вкинуті) на поле за нього. Гравець може вкинути побиту фігуру практично на будь-яке поле дошки, хоча існують певні правила, які обмежують можливість вкидування. Оскільки побиті фігури можуть бути виставлені на дошку для продовження гри, то вони складаються на спеціальній підставочці поряд із дошкою так, щоб супротивник міг їх бачити.
Вкинута фігура має свою початкову силу. Якщо фігура вкидається в зоні перетворення, то вона не перетворюється одразу, хоча може бути перетворена наступним ходом.
Не можна вкидати фігури на клітинку поля, на якій у них немає жодного ходу. Кінь не може бути вкинутий на останній і передостанній лінії, спис — на останній лінії.
Пішак не може бути вкинутий таким чином, щоб дати мат королю супротивника. Інші фігури можуть бути вкинуті з матом.
Пішак не може бути вкинутий на вертикаль, на якій уже є неперетворений пішак.